# Vladislav Tretjak
Vladislav Aleksandrovič Tretjak (ruski: Владислав Александрович Третьяк), (Dmitrovski distrikt, Moskva, 25. travnja 1952.) je bivši ruski (sovjetski) hokejaš.
Između 1969. i 1984. bio je vratar hokejaške ekipe CSKA Moskva i Sovjetskog Saveza. Odigrao je ukupno 482 utakmica u Sovjetskoj ligi, te 117 utakmica na Svjetskim prvenstvima i Olimpijskim igrama. Trostruki je olimpijski pobjednik, bio je deset puta svjetski prvak, devet puta prvak Europe, trinaest puta prvak SSSR-a i jedanput pobjednik Kanada kupa. 
Prvi je europski hokejaš, koji je primljen u Hokejašku kuću slavnih u Torontu. Međunarodna hokejaška federacija proglasila ga je za najboljeg hokejaša 20. stoljeća. Dobio je titulu magistra športa SSSR-a. Tretjak je pet puta proglašen najboljim hokejašem SSSR-a, najboljim hokejašem Europe tri puta, dva puta za najboljeg vratara na Svjetskom prvenstvu. 
Vladislav Tretjak dobio je širok spektar javnih i sportskih medalja Sovjetskog Saveza.
Imao je čast upaliti olimpijski plamen na otvorenju Zimskih olimpijskih igri u Sočiju 2014., zajedno s klizačicom Irinom Rodninom.